# إعلام الكراهية
إعلام الكراهية، كتاب صدر عن دار العربي للنشر والتوزيع، من تأليف الصحفي والباحث المصري مايكل فارس. يتناول الكتاب دور وسائل الإعلام في تغطية النزاعات المبنية على الهوية، مع التركيز على دمج المفاهيم الأكاديمية بالممارسة المهنية. يقدم المؤلف أدوات جديدة تساعد الصحفيين على تحليل النزاعات وتغطيتها بشكل حيادي، مع تسليط الضوء على الانحيازات الإعلامية وتأثيرها على نقل الأحداث.

## خلفية الكتاب وتأليفه
استغرق تأليف الكتاب عاماً ونصف العام، حيث سعى المؤلف إلى دمج مفاهيم علم النفس والمنطق والفلسفة في المجال الإعلامي. ويطرح الكتاب منهجيات حديثة لمكافحة خطاب الكراهية في وسائل الإعلام، موضحاً دور الانحيازات المعرفية والأيديولوجية في تشكيل التغطية الإعلامية. كما يسلط الضوء على كيفية استخدام الألفاظ والمصطلحات وتأثيرها على الرأي العام، إلى جانب استعراض نماذج واقعية وأدوات تحليلية لمساعدة الصحفيين على فهم النزاعات وتغطيتها بموضوعية.

## فصول الكتاب
الفصل الأول: "أخطبوط النزاع وذراع الطائفية": يتناول هذا الفصل مفاهيم الهوية والنزاع والصراع، مع التركيز على الطائفية كأحد أذرع النزاعات القائمة على الهوية. كما يستعرض أسباب نشوء الطائفية وسبل معالجتها إعلامياً.
الفصل الثاني: "الصحافة الحساسة للنزاعات": يستعرض هذا الفصل مفهوم الصحافة الحساسة للنزاعات وآليات التغطية الإعلامية وفقاً لهذا المفهوم. كما يتناول الموضوعية والمسؤولية في تناول النزاعات المتعلقة بالهوية، خاصة تلك التي تشمل الدين بين الأفراد والجماعات. يتضمن الفصل أمثلة من مواقع إخبارية لشرح الأخطاء التي قد تحدث وآليات علاجها.
الفصل الثالث: "سيكولوجيا الانحياز وأنماط التجسد": يتناول الفصل فهماً معمقاً لأهم الانحيازات الواعية (الأيديولوجية) التي ندركها ونتبعها بوعي، بالإضافة إلى الانحيازات المعرفية اللاواعيه التي نمارسها دون إدراك نتيجة أفكارنا المسبقة. كما يناقش طريقة تشكيل الأفكار والانحياز في عقل الإنسان، عبر نظرية تجهيز المعلومات الاجتماعية. يسلط الفصل الضوء على الانحيازات المعرفية التي تؤثر على القائمين بالاتصال، مع استعراض لأهم 7 أنواع من التحيزات مثل "الانحياز التأكيدي" و"تحيز خطأ الإسناد" و"تحيز النقطة العمياء". 
الفصل الرابع: "ألفاظ الاستهلال وقواعد التنصل": يناقش هذا الفصل القواعد الأساسية لاستخدام ألفاظ الاستهلال في الأخبار والتقارير، مع التركيز على تلك التي تكون مشحونة أو مفخخة. كما يتناول الفروق بين المصطلحات مثل "إرهابي"، "ضحية"، "شهيد"، و"قتيل"، وكيفية استخدام هذه المصطلحات في سياق النزاعات.
الفصل الخامس: "ملائكة وشياطين المصادر": يستعرض الفصل أنواع المصادر الإعلامية المختلفة مثل المصادر الرسمية وغير الرسمية وشهود العيان، مع تقديم طرق التعامل معها خلال تغطية النزاعات. كما يوضح الفصل أدوات مثل FACT لاكتشاف دوافع المصادر المجهولة وأداة Be Smart للتحقق من مصداقية المصادر. بالإضافة إلى ذلك، يتناول الفصل طبيعة العلاقة بين الصحفي والمصدر عبر نموذج FXTH.
الفصل السادس: "خطاب الكراهية في الإعلام": يقدم هذا الفصل آليات لمواجهة خطاب الكراهية في الإعلام، مع توضيح الفرق بين هذا الخطاب وحرية التعبير. يتضمن الفصل تطبيقاً عملياً لاختبار المعايير الذي وضعته الأمم المتحدة لتحديد ما إذا كان الخطاب يحرض على الكراهية أم لا، بالإضافة إلى اختبار تفاعلي يمكن للقارئ تطبيقه مباشرة. كما يتناول معايير اختيار اللغة والمصطلحات خلال كتابة الأخبار والتقارير لتجنب خطاب الكراهية.
الفصل السابع: "أدوات تحليل النزاع": يتناول الفصل طرق وأدوات تحليل النزاع، مع تقديم أدوات مثل WANTS التي تضم خمسة معايير لفهم النزاع وتحليله. كما يعرض الفصل نموذج البصلة ونموذج SAVES الذي طورته الوكالة الأمريكية للتنمية الدولية، والتي تساهم في بناء خريطة متكاملة لفهم جوانب النزاع. يتضمن الفصل أيضاً اختباراً تفاعلياً لتطبيق هذه الأدوات.
الفصل الثامن: "المغالطات المنطقية في التغطية الصحفية": يقدم هذا الفصل مدخلًا لفهم الأخطاء التي قد تقع فيها التغطية الصحفية والإعلامية. كما يسلط الضوء على 11 مغالطة من المغالطات المنطقية غير الصورية، مع أمثلة عملية من الأخطاء التي قد تظهر في العناوين والمحتوى الصحفي، مثل مغالطة "سرير بروكرست" و"رجل القش" و"الإحراج الزائف".

## الأسلوب
يتميز كتاب إعلام الكراهية بأسلوب يجمع بين الطرح الأكاديمي والتطبيق العملي، مما يجعله مرجعاً متكاملاً لكل من الباحثين والإعلاميين. يعتمد الكاتب على لغة واضحة ودقيقة، بعيداً عن التعقيد، حيث يمزج بين التحليل النظري والاستشهاد بأمثلة حية من الواقع الإعلامي. كما يستند إلى أساليب منهجية مثل استخدام النماذج التوضيحية والتطبيقات التفاعلية بتقنية QR، مما يسهل على القارئ فهم المفاهيم وتطبيقها عملياً. يحرص الكتاب أيضاً على تقديم المعلومات بأسلوب منظم ومتسلسل، حيث تُطرح الأفكار بشكل مترابط، مع التركيز على تحليل المشكلات الإعلامية وتقديم الحلول لها بطريقة مبنية على أسس علمية.

## اقتباسات من الكتاب
- "الأخطبوط من الأحياء المائية الرخوة له ثماني أذرع، فأعتقد أن نزاعات الهوية كالأخطبوط والطائفية إحدى أذرعه."
- " يعاني الإعلام العربي عموماً والمصري خصوصاً من ارتباك جلل خلال تغطية الفتن الطائفية، وأظن أن ذلك يعود لأربعة أسباب رئيسية هي: سياسية تحريرية موجهة، أو جهل بالقواعد المهنية، أو تعصب ديني من القائم على تحرير أو نشر أو إذاعة الحدث، أو تعليمات أمنية."
- "الصحافة الحساسة للنزاعات ليست رفاهية في أوقات الأزمات، بل ضرورة للوصول إلى السلام بين الرفقاء."
- " هل الإنسان حر في اختياراته حقاً؟ إجابة ذلك السؤال قصة أخرى ليس وقتها الآن، ولكنها إشارة لمدى تعقيد النفس وعدم وعينا الكامل بما يدور فيها، فعقلنا يسعى للتبسيط." [6]